# Hav och stränder din allmakt formar
Hav och stränder din allmakt formar är en psalm från 1966 av K-G Hildebrand, med koral från 1968 av Henry Weman.

## Publicerad i
- 1986 års psalmbok som nr 418 under rubriken "Vittnesbörd - tjänst - mission".